# Uehara Yūsaku

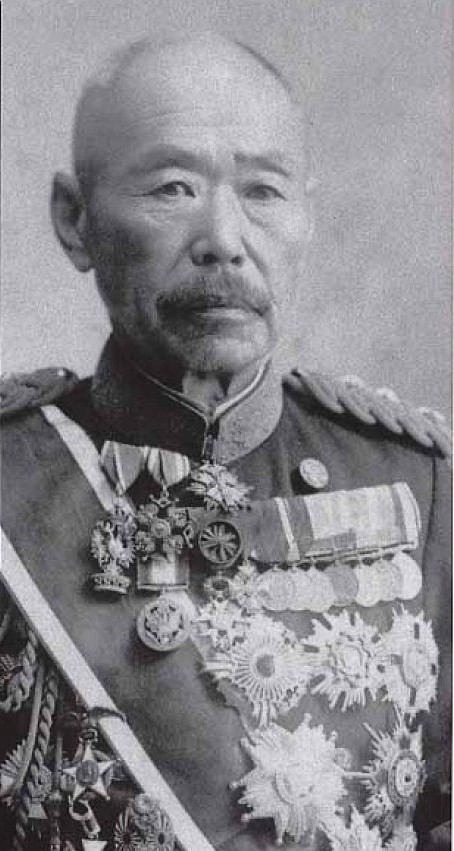
Uehara Yūsaku

Shishaku Uehara Yūsaku (jap. 上原 勇作; * 6. Dezember 1856 in Miyakonojō, Provinz Hyūga, Japan; † 8. November 1933 in Tokio) war ein Gensui des Kaiserlich Japanischen Heeres und Politiker.

## Leben

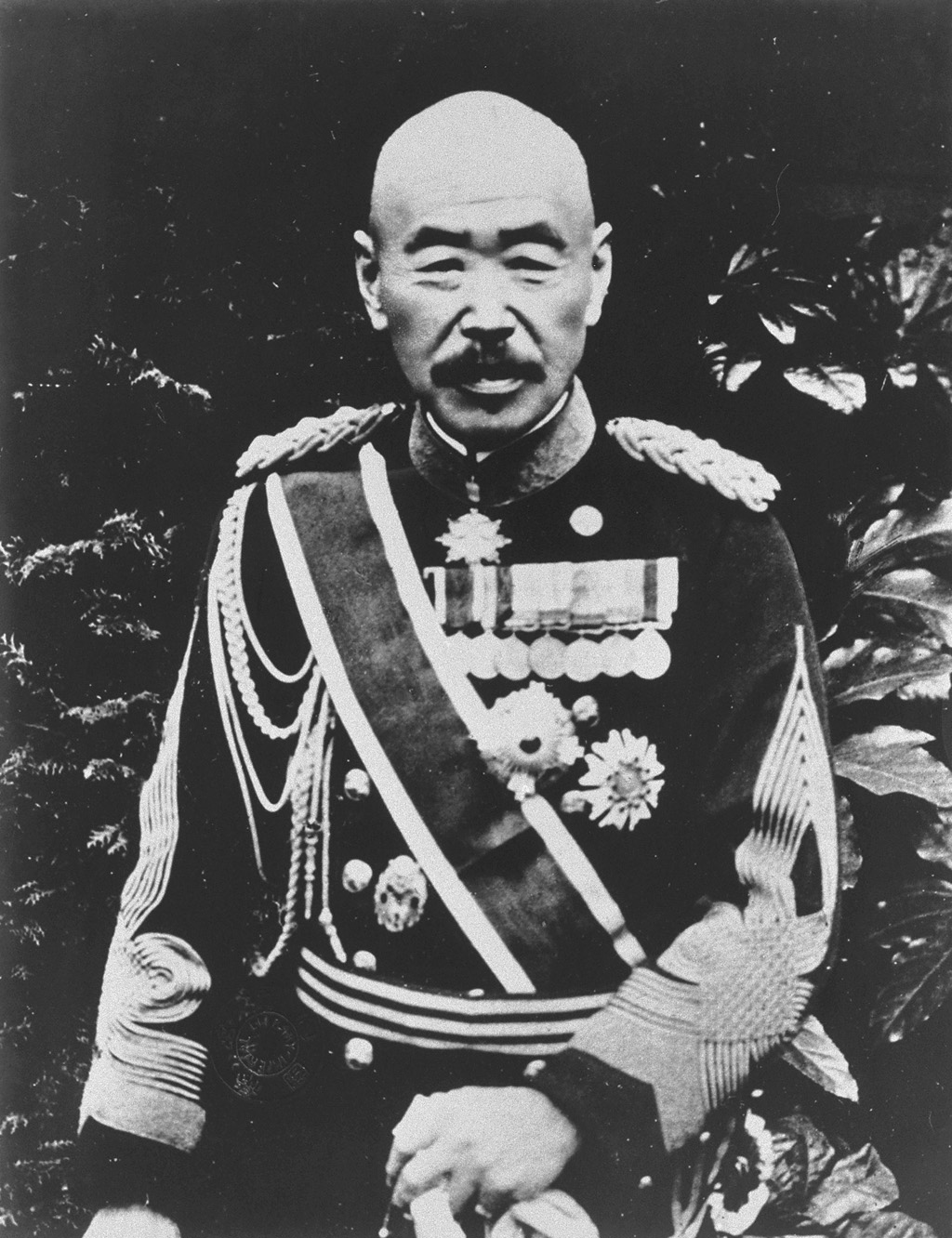
Uehara Yūsaku

Uehara wurde 1856 in der Provinz Hyūga, der heutigen Präfektur Miyazaki, in eine Samuraifamilie des Satsuma-han geboren. Er besuchte, unter anderem gemeinsam mit Akiyama Yoshifuru, die Heeresoffizierschule und schloss diese 1879 ab. Von 1881 bis 1885 ging er nach Frankreich, um moderne Militärtechnologie zu studieren. Später kämpfte er im Russisch-Japanischen Krieg in den Reihen der 4. Armee, die unter dem Kommando seines Schwiegervaters Nozu Michitsura stand.
Im April 1912 wurde er im zweiten Kabinett des Premierministers Saionji Kimmochi zum Heeresminister berufen. Da die Regierung Saionji eine strikte Sparpolitik durchzuführen gedachte, geriet sie mit dem Heer aneinander, welches die Finanzierung für Aufstellung und Unterhalt zweier weiterer Infanteriedivisionen forderte. Am 21. Dezember desselben Jahres trat Uehara schließlich zurück. Da die japanische Verfassung es vorsah, dass der Heeresminister immer ein aktiver General des Heeres sein müsse, blockierte das kaiserliche Heer die Forderung der Regierung, einen Nachfolger zu benennen. Durch diese Weigerung war das zweite Kabinett Saionji nicht mehr regierungsfähig und musste sich auflösen. Diese vom Heer erzwungene Regierungsauflösung löste die später so genannte Taishō Seihen, die Politische Taishō-Krise aus.
Von März bis Juni 1913 war Uehara Oberbefehlshaber der 3. Division. Im April 1914 übernahm er den Posten des Generalinspekteur der Militärausbildung, von wo er im Dezember 1915 auf den Posten des Chefs des Heeresgeneralstabs wechselte und dies bis März 1923 blieb, was die insgesamt zweitlängste Amtszeit eines Generalstabschefs in Japan darstellt. In dieser Zeit genehmigte er gemeinsam mit Tanaka Giichi und Ugaki Issei die Sibirische Intervention, wodurch japanische und amerikanische Truppen auf Seiten der Weißen Armee in den Russischen Bürgerkrieg eingriffen. Im Jahr 1921 erfolgte zunächst Ueharas Beförderung zum Gensui und später die Erhebung in den Rang eines Shishaku nach dem japanischen Adelssystem des Kazoku.
Am 8. Dezember 1933 starb Uehara in Tokio.